# Bocoa viridiflora
Bocoa viridiflora är en ärtväxtart som först beskrevs av Adolpho Ducke, och fick sitt nu gällande namn av John Macqueen Cowan. Bocoa viridiflora ingår i släktet Bocoa och familjen ärtväxter. Inga underarter finns listade i Catalogue of Life.